# 西莫尼
50°42′33″N 27°56′1″E / 50.70917°N 27.93361°E
西莫尼（烏克蘭語：Симони），是烏克蘭北部的村莊，隸屬日托米爾州的茲維亞赫爾區。該村面積4.21平方公里，海拔高度212米，2001年人口687，人口密度每平方公里163.14人。